# Krzysztof Pietraszkiewicz
Krzysztof Pietraszkiewicz (ur. 13 marca 1955 w Leśnej) – polski bankowiec, ekonomista, były wieloletni prezes Związku Banków Polskich.

## Życiorys
Absolwent Uniwersytetu Wrocławskiego na Wydziale Nauk Przyrodniczych oraz Studiów Podyplomowych Szkoły Głównej Handlowej na kierunku Finanse i Bankowość. Uczestnik szkoleń menadżerskich na Kellogg School of Management Northwestern University USA oraz w Letniej Międzynarodowej Szkole Bankowej w Australii o specjalności zarządzanie ryzykiem.
W okresie od listopada 1985 do września 1989 był zatrudniony w Urzędzie Rady Ministrów, kolejno jako doradca Wiceprezesa Rady Ministrów ds. ochrony zdrowia i ubezpieczeń społecznych, dyrektor Gabinetu Ministra Członka Rady Ministrów – przewodniczącego Komitetu Społeczno-Politycznego Rady Ministrów. Podczas obrad „Okrągłego Stołu” pełnił funkcję sekretarza Stolika Związkowego. Następnie dyrektor Gabinetu Szefa Urzędu Rady Ministrów.
Od 1991 roku związany ze Związkiem Banków Polskich, w którym w latach 2003–2023 piastował funkcję prezesa.
Jest autorem szeregu rozwiązań prawnych i organizacyjnych dla polskiego sektora bankowego. Współtworzył oraz był członkiem władz nadzorczych lub programowych, zakładanych przy udziale Związku Banków Polskich, takich instytucji jak Krajowa Izba Rozliczeniowa S.A., Bankowe Przedsiębiorstwo Telekomunikacyjne „Telbank” S.A., Warszawski Instytut Bankowości, Centrum Prawa Bankowego, Biura Informacji Kredytowej S.A. oraz Biura Informacji Gospodarczej InfoMonitor S.A. Współtworzył m.in. przedstawicielstwo środowiska finansowego w Brukseli (2015), Bankowe Centrum Cyberbezpieczeństwa (2016). Współinicjator powołania Fundacji Obrotu Bezgotówkowego (2017).
Jest twórcą koncepcji lub współinicjatorem organizacji dorocznych konferencji o strategicznym znaczeniu dla rozwoju polskiej bankowości i gospodarki, jak np.: Forum Bankowe, Forum Liderów Banków Spółdzielczych, Kongres Prawa Bankowego, Kongres Gospodarki Elektronicznej, Horyzonty Bankowości, Kongres Finansowania Nieruchomości.
W latach 1998–2006 był przedstawicielem ZBP w Komisji Nadzoru Bankowego. Również od 2003 do 2016 roku był członkiem Rady Bankowego Funduszu Gwarancyjnego, którym był wcześniej w latach 1998–2000, Wiceprzewodniczący Rady ds. Systemu Płatniczego przy NBP. Od 1997 do 2014 roku piastował stanowisko przewodniczącego Rady Nadzorczej Biura Informacji Kredytowej S.A., do maja 2023 był Sekretarzem Rady. W latach 2002–2003 był przewodniczącym Rady Nadzorczej PKO Banku Polskiego S.A. Członek Rady Nadzorczej PESA Bydgoszcz S.A (od lipca 2014 r. do listopada 2018 r.).
Jest orędownikiem działań wspierających rozwój sektora bankowego oraz współdziałania tego sektora z rządem, przedstawicielami polityki i nauki na rzecz innowacyjności i wzrostu konkurencyjności polskiej gospodarki oraz krzewienia w społeczeństwie wiedzy ekonomicznej i zakresie cyberbezpieczeństwa. Jest jednym z kreatorów systemu poręczeń i gwarancji kredytowych oraz współtwórcą Krajowego Punktu Kontaktowego ds. Instrumentów Finansowych Unii Europejskiej przy ZBP.
Wspólną inicjatywą Pietraszkiewicza i środowiska bankowego jest Klub Polska 2025+ będący miejscem spotkań przedstawicieli nauki, biznesu i mediów, w którym od 2004 roku przewodniczył ponad stu debatom ekspercko-naukowym.
Jest też autorem lub współautorem wielu publikacji, artykułów dotyczących sektora bankowego, jego transformacji w Polsce i na świecie oraz organizatorem, współorganizatorem lub panelistą kilkuset kongresów, konferencji, debat i paneli problemowych z udziałem przedstawicieli: świata nauki, parlamentarzystów, rządu, centralnych urzędów, banków.
Krzysztof Pietraszkiewicz jest członkiem Rady Fundacji i Kapituły Godła „Teraz Polska”, był członkiem Rady Naukowej przy Ministrze Nauki i Szkolnictwa Wyższego oraz Rady Narodowego Centrum Badań i Rozwoju (I kadencja). Od utworzenia jest przewodniczącym Zgromadzenia Fundatorów Warszawskiego Instytutu Bankowości. Od 2008 był członkiem, a następnie przewodniczącym Konwentu Politechniki Warszawskiej, obecnie pełni funkcję przewodniczącego Rady Uczelni Politechniki Warszawskiej. Był członkiem Rady Pracodawców Stowarzyszenia Księgowych w Polsce. W kadencji 2018−2022 był Prezesem Polskiego Forum Akademicko-Gospodarczego, a od września 2022 jest wiceprezesem tego stowarzyszenia.
Od wielu lat zaangażowany w działalność społeczną, uczestnicząc we władzach organizacji pożytku publicznego, m.in.: od 1991 członek, a od 2010 przewodniczący Rady Fundatorów Fundacji Promyk Słońca, działającej na rzecz dzieci z niepełnosprawnościami, był członkiem Rady Programowej Fundacji Pro Progressio i jest członkiem Rady Fundacji Porozumienie Bez Barier. Przez wiele lat był członkiem Społecznej Rady Warszawskiego Szpitala dla Dzieci.
29 listopada 2017 otrzymał doktorat honoris causa Szkoły Głównej Handlowej w Warszawie.

## Odznaczenia i nagrody
- Krzyż Oficerskim Orderu Odrodzenia Polski (2004)
- Krzyż Kawalerskim Orderu Odrodzenia Polski (1997)[5]
- Order Wielkiego Księcia Gedymina IV klasy za zasługi dla rozwoju współpracy polsko-litewskiej (1996)
- odznaka honorowa „Za zasługi dla bankowości Rzeczypospolitej Polskiej” (2005)[6]
- odznaka honorowa „Za Zasługi dla Samorządu Terytorialnego” (2015)[7]
- Złoty Medal Akademii Umiejętności
- laureat w plebiscycie na 10 najbardziej zasłużonych bankowców 10-lecia organizowanego przez Miesięcznik BANK (2000)
- tytuł „Lidera Pracy Organicznej” Towarzystwa Hipolita Cegielskiego (2006)
- tytuł „Pozytywista roku” w kategorii Gospodarka Fundacji Wokulskiego (2011)
- tytuł Mistrza Mowy Polskiej (2012)[8]
- Platynowy Laur Umiejętności i Kompetencji Regionalnej Izby Gospodarczej w Katowicach (2018)